# Marie Möllhoff-Barclay
Marie Möllhoff-Barclay (* 25. Dezember 1868 in Wöltingerode; † 5. April 1939 in Narbert, Pennsylvania (USA)) war eine Stifterin.

## Leben
Marie Möllhoff kam 1868 als Tochter des Gastwirts im Klostergut, Franz Moelhoff, der gleichzeitig Kaufmann und Getreidehändler war, zur Welt. Sie verlor ihre Mutter bereits im Alter von vier Jahren. 1883 wurde Marie in der evangelischen Kirche (Vienenburg) konfirmiert.
Bis zu ihrem 24. Lebensjahr führte Marie Möllhoff den Familienhaushalt und ging dann als Kinderfräulein und Erzieherin nach Berlin, Genua, Florenz und Neapel. 1900 ging sie als Reisebegleiterin nach Paris und von dort später als Dolmetscherin und Reisebegleiterin in die USA. Dort heiratete sie Hugh Balfour Barclay. Mit 40 Jahren brachte Marie Möllhoff-Barclay einen Jungen zur Welt, der im Alter von drei Jahren an Diphtherie verstarb. Zusammen mit ihrem Mann gründeten sie einen Gartenbaubetrieb, den sie 1931, nach dem Tod ihres Mannes, sehr erfolgreich weiterhin leitete.

## Stiftung
Die Marie-Moelhoff-Barclay-Stiftung, die 1957 auf testamentarischen Wunsch von Marie Möllhoff-Barclay ins Leben gerufen wurde, fördert die Ausbildung und Gesundheit junger Mädchen und Frauen unter 30 Jahren, die zudem Einwohnerinnen der Stadt Vienenburg sein müssen. Gefördert werden die gymnasiale Schulbildung und das Studium an Fachhochschulen oder Universitäten.